# Kolmården zoo safari
Lo zoo safari Kolmården (in svedese: Kolmården djurpark, noto anche soltanto come Kolmården) è il più famoso zoo svedese nonché uno degli zoo più grandi del mondo con la sua superficie di 1.75 chilometri quadrati. Lo zoo è situato vicino alla città di Norrköping in Svezia, a circa 150 chilometri a sud di Stoccolma. Il Kolmården è stato aperto nel 1965 e ad oggi conta all'incirca 550.000 visitatori medi stagionali (con un tasso di soddisfazione di circa il 96%) attratti dalla consistente varietà di specie in via di estinzione, dagli spettacoli dei delfini, dalle numerose attività e dalle famose montagne russe. Il Kolmården è una società a responsabilità limitata in cui tutti i profitti vengono reinvestiti in attività e non riceve sussidi dal comune e dallo Stato.

## Storia
L'idea dello zoo nacque nel 1962 da Ulf Svenssons, noto consulente comunale e imprenditore svedese. Nel 1964 il funzionario del governo svedese Per Axel Eckerberg inaugurò i lavori simbolicamente “dando la prima palata”. Oggi quel punto esatto prende il nome di Eckerberget. 
Lo zoo fu aperto al pubblico nel 1965 e preso sotto la custodia del comune fino al 1997 quando fu acquisito da privati. Dal 2001 il Kolmården fa parte del gruppo “Parks & Resorts Scandinavia AB” che contiene al suo interno anche Gröna Lund, Skara Sommarland, Aquaria Vattenmuseum e Furuviksparken.
Nel gennaio del 1965 vennero importati i primi animali dalla Danimarca; all'inaugurazione dello zoo erano ospitati 210 animali.
Nel 1967 venne inaugurata la funivia circonferenziale più lunga d'Europa.
Avendo come obiettivo l'arricchimento del numero di animali all'interno dello zoo, nel 1968 vennero introdotti 6 orsi polari nella struttura dedicata interamente a loro.
Successivamente, venne inaugurato il Delfinario e nello stesso anno avvenne un evento straordinario: la nascita di 5 gemelli di tigre (1969).
Nel 1972 vennero trasferiti i primi orsi bruni all'interno del nuovo Safari park inaugurato in quell'anno.
Qualche mese più tardi, aprì al pubblico l’Aparium una struttura organizzata in modo da consentire ai primati di muoversi e di saltare liberamente sulle rocce.
Nel 1977 nacque il delfino Penny, partorito dalla madre Penelope che attirò diversi visitatori al Kolmården.
Cinque anni dopo venne inaugurata una stazione di soccorso per animali.
Nel 1984 venne costruito il primo alloggio al Kolmården, l'hotel Vildmarkshotellet.
In seguito continuò la costruzione di strutture per animali come la casa della lince (1990), caratterizzata da finestre panoramiche che si affacciano sull'habitat.
Nel 1993 il re Carlo XVI Gustavo di Svezia
inaugurò la laguna dei delfini e quattro anni dopo aprì Il mondo di Bamse, la prima area ricca di attività e attrazioni per bambini.
Nel 2001 venne organizzata una raccolta fondi in favore dell'associazione inglese per i diritti degli animali “Animal AID”, che consentì la raccolta di 300.000 SEK destinate alle tigri di Ranthambore. Lo stesso anno, venne inaugurata una riproduzione di un villaggio africano dove poter pernottare con la supervisione di una guida dello zoo.
Un anno dopo, il Kolmården si arricchì con la presenza dei grifoni africani, raggiungendo così un totale di 500 mammiferi e 200 uccelli.
Nel 2004 il Kolmården ospitò una delle conferenze annuali dell'associazione EAZA.
Nel 2006 fu portato nello zoo Enzo, un cucciolo di gorilla.
Nel 2007 venne inaugurata l'area delle tigri, che portò il Kolmården per la prima volta a toccare i 550.000 visitatori. 
Un anno dopo venne inaugurato il mondo marino dove nel 2009 vennero installate le montagne russe Delfin express.
Quattro anni dopo venne aperta al pubblico l'attività del Safari che fu il più grande investimento all'interno dello zoo.
Nel 2009 la femmina di rinoceronte Imfolozi diede alla luce una piccola del peso di 70 chili; fu un evento importante poiché di regola i cuccioli di questa specie nati in cattività sono maschi.
Nel 2013 vi fu la prima dello spettacolo “vita” nel mondo marino.
Durante la giornata del 7 luglio del 2015, lo zoo fu costretto a chiudere per un giorno interno per la troppa affluenza di visitatori. Più di 12.000 persone erano in fila per entrare quando il direttore Niklas Palmqvist, parlando in prima persona nel parcheggio del Kolmården, diede l'annuncio della chiusura onde evitare di non riuscire a dare la giusta assistenza agli ospiti dello zoo.

## Area geografica dello zoo
Kolmården è il nome di una grande area geografica costituita da un altipiano tagliato da una serie di valli trasversali, paludi e fiumi.
L'area si estende su un'antica collina confinante con il Mar Baltico (a nord-est di Norrköping); ad ovest continua su una pianura avente colline tra i 15 e i 60 metri. A sud di Bråviken si incontra con le pianure di Östergötland e con il lago Glan, mentre a nord l'altura si trasforma nelle zone collinari più basse che circondano i laghi del Södermanland.
A nord-ovest le alture del Kolmården si estendono sino al lago Sottern nel Närke e verso le zone adiacenti a Finspång nell'Östergötland collegandosi con le aree collinari del Tylöskogen.
L'altezza massima viene raggiunta dalla collina Jakobsdalsberget alta 167 metri che si trova a nord del lago Ågelsjön nelle vicinanze della tenuta di Åby.
Una scelta importante dello zoo di Kolmården è stata quella di realizzare l'area delle scimmie (Aparium) in uno dei punti più alti della zona, ovvero a 118 metri al di sopra del livello del mare.
L'area è ricca di numerose risorse minerali, ferro e rame. La roccia è costituita soprattutto da gneiss rosso e spessi strati di calcare, molto utilizzato in passato e chiamato marmo di Kolmården.

## Sezioni, attività e attrazioni dello zoo

### Safari

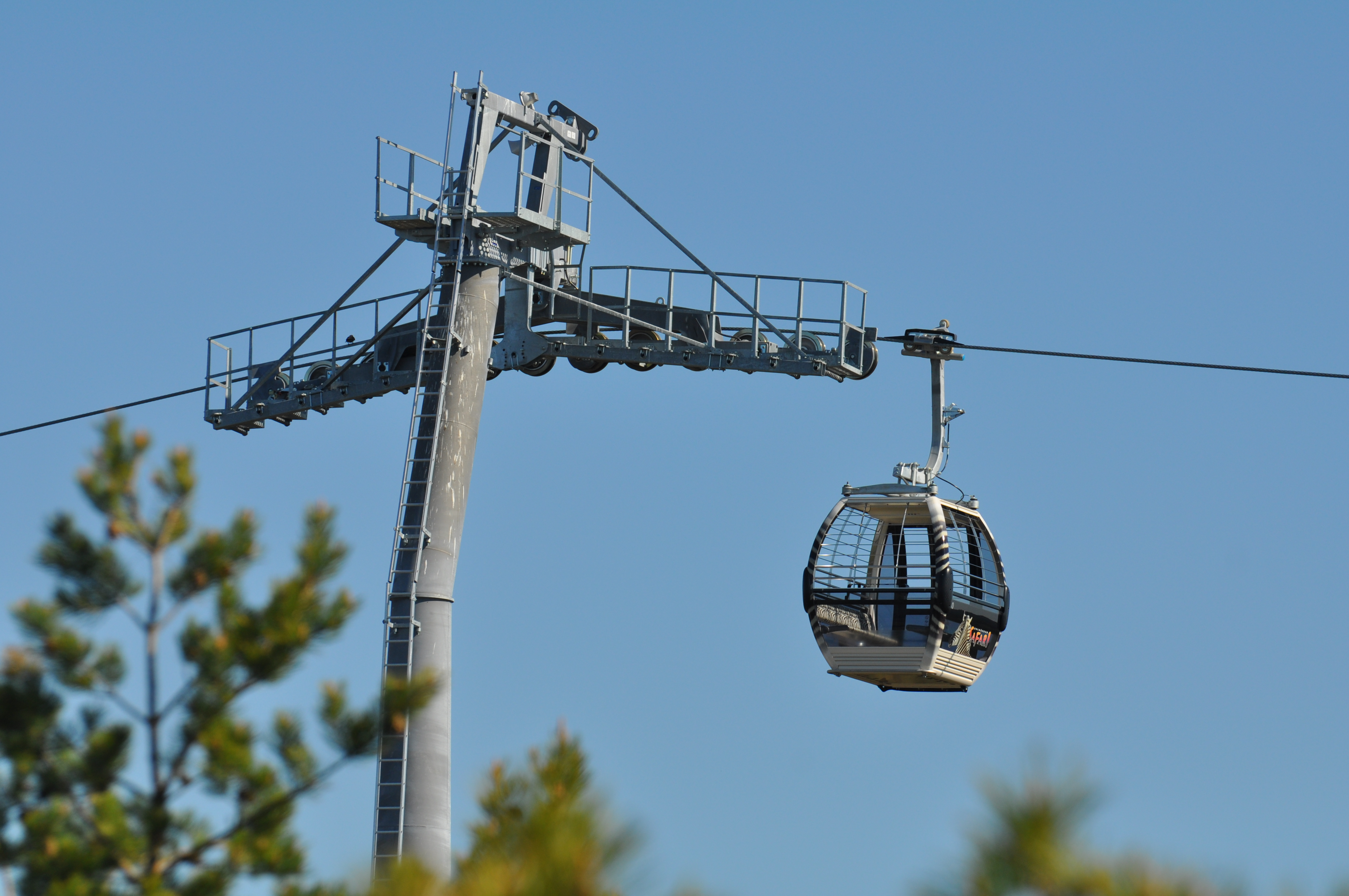
Funivia del nuovo safari

Il safari del Kolmården inizialmente era stato progettato per essere svolto utilizzando la classica automobile che viaggiava attraverso delle sezioni dello zoo, ma dal 2011 il tour è stato modificato per motivi ambientali e di sicurezza venendo sostituito con un viaggio della durata di 30 minuti su una funivia sospesa ad un'altezza che varia dai 4 ai 25 metri.
La funivia passa sopra numerose aree che ospitano animali quali zebre, orsi, bufali, alci, cervi e stambecchi.
La rotta del safari comprende le aree che riproducono: la foresta degli orsi, gli altopiani africani e un'estesa savana.
Inoltre lo zoo permette di prenotare delle visite guidate nella tana dei leoni oppure dà l'opportunità di passare una notte in una tenda all'interno degli altopiani africani (il tutto con la presenza di una guida).

### Mondo Marino
Il mondo marino è una sezione dello zoo costruita e inaugurata nel 2008. Al suo interno è racchiusa tutta l'atmosfera legata all'oceano e in generale all'ambiente marino.
Qui è possibile avventurarsi in una sezione speciale dedicata ai pirati, osservare le foche e guardare i delfini tramite le finestre subacquee del delfinario.
Qui si svolge un famoso spettacolo di delfini, unico nel suo genere in tutta la regione nordica.

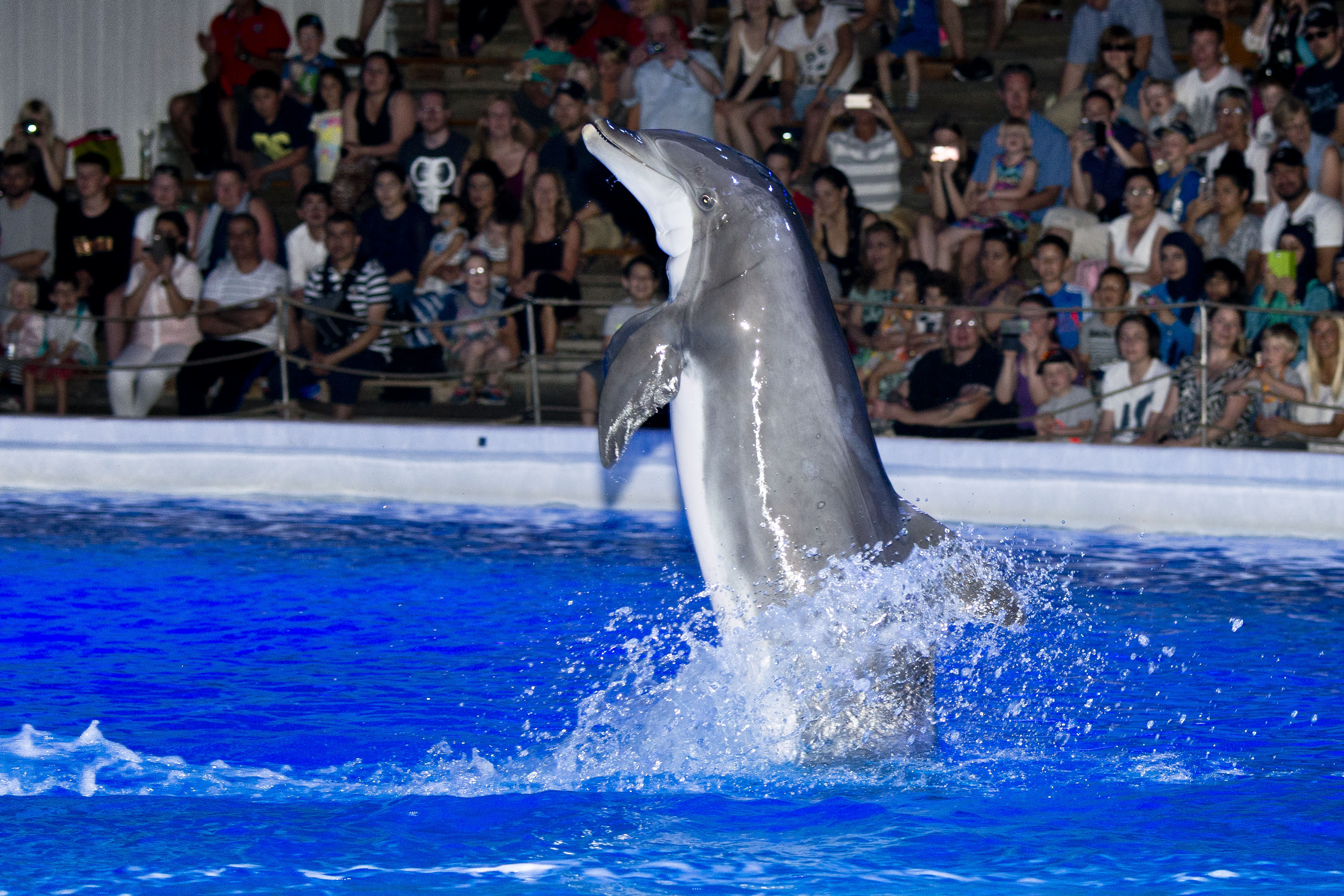
Lo spettacolo dei delfini

Lo show si svolge nella più grande delle tre piscine del delfinario. Le piscine, sommate tra loro, raggiungono i 6400 metri cubi d'acqua e formano uno dei più grandi delfinari al mondo.
Il primo spettacolo, dedicato ai problemi che ogni giorno i delfini e generalmente tutti i mammiferi marini si trovano ad affrontare, esordì nel 2013 con il nome di vita. Grazie al grande successo della prima edizione dello spettacolo, vita ottenne un premio internazionale per la produzione nella sua categoria e consenti allo zoo di organizzare diversi spettacoli ogni giorno.
Oltre allo show e alla semplice visione dei delfini nel loro habitat naturale, lo zoo permette, previa prenotazione, di usufruire di visite guidate che consentono di avvicinarsi ulteriormente ai delfini e di interagire con loro.

### Area dei rapaci
All'interno dell'area dedicata ai rapaci si svolge lo ‘spettacolo degli uccelli rapaci’, secondo spettacolo più famoso dello zoo.
Sempre durante la stagione estiva, due volte al giorno vengono liberati e fatti volare al di sopra dello zoo diversi tipi di rapaci caratterizzati da un'elevata velocità di volo, il tutto accompagnato da musica e vari numeri aventi sempre come protagonisti questi uccelli.

### Il mondo di Bamse

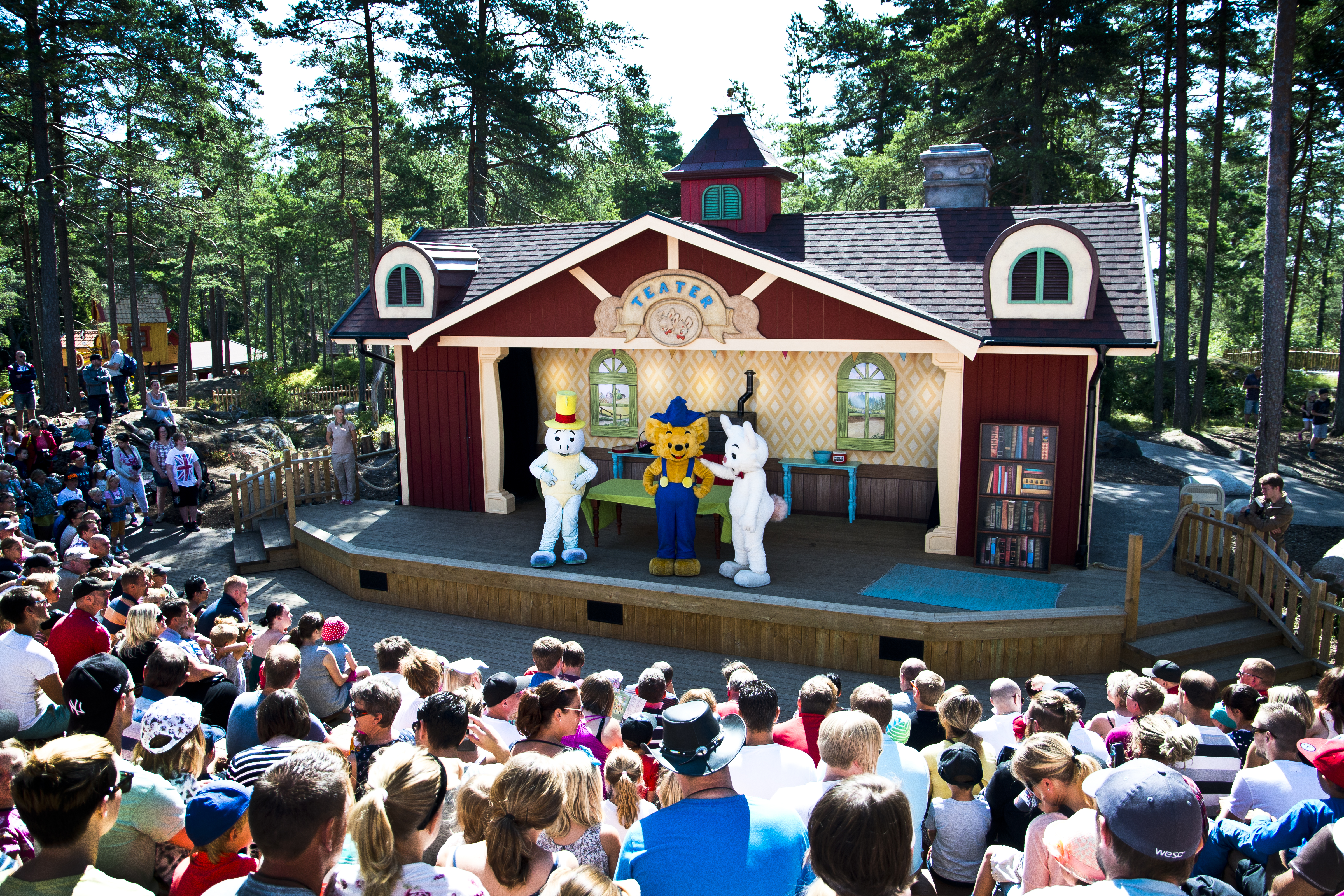
Spettacolo nel mondo di Bamnse

Questa sezione dello zoo è interamente dedicata ai bambini. Quest'area è totalmente incentrata su Bamse, personaggio di un famoso cartone animato svedese.
A partire dall'estate 2016, è previsto che sia possibile sorvolare l'intero mondo di Bamse tramite una mongolfiera.
Oltre alla nuova attrazione, i visitatori possono incontrare diversi personaggi del mondo di Bamse, vedere le loro case e godersi lo spettacolo teatrale dal titolo “Bamse e il ladro di torte”.
Tra le più famose attrazioni di questa sezione dello zoo di Kolmården vi sono le montagne russe, la nave di Viktoria, le macchine di Skalman, una ruota di cioccolato e i barattoli del super-miele. Tutte prendono spunto proprio dal cartone animato.
Sono presenti anche negozi quali il Pingo Cafè, il negozio dedicato ai giocattoli del mondo di Bamse e un negozio di caramelle.

### Colosseo
Qui sono ospitati i colossi dello zoo, elefanti e rinoceronti. Giornalmente lo zoo offre spettacoli che mostrano la potenza di questi animali.
Di particolare importanza sono due elefanti asiatici (Bua e Saonoi) che nel 2004 entrarono a far parte dello zoo come regalo da parte del re Bhumibol di Thailandia

### Area delle tigri
Area dedicata ai felini. Lo zoo nella stagione estiva organizza spesso degli spettacoli aventi come protagoniste le tigri.
Qui vi è l'occasione di prenotare una visita guidata all'interno di un autobus modificato appositamente con grate al posto dei finestrini, consentendo ai visitatori di osservare veramente da vicino le tigri e gli altri animali tipici del loro ambiente come ad esempio il cane selvatico asiatico.

### Aparium
Da parecchio tempo il Kolmården collabora per la salvaguardia di alcune specie animali dall'estinzione. In questo settore dello zoo risiedono gli scimpanzé e i gorilla (unici esemplari in tutta la Svezia) che fanno parte di un progetto internazionale di allevamento tramite una raccolta fondi gestita dal Kolmården.
I visitatori possono osservare questi primati nel loro ambiente naturale interagendo con essi, cioè offrendo loro frutta e verdura.

### Altre sezioni e attrazioni
- Montagne russe Wildfire: possono raggiungere una velocità massima di 113 km/h con 83 gradi di angolo di caduta.
- Area savana: zona popolata dai tipici animali della savana tra cui zebre, antilopi, e rinoceronti. L'area presenta anche un punto protetto dove poter fare picnic.
- Fattoria per bambini: qui i bambini possono sperimentare la tipica vita di campagna in chiave svedese.
- Deserto: una sezione che riproduce un'area desertica, con annessi vari esemplari di cammelli (protagonisti di alcuni spettacoli offerti dallo zoo).

## Impegno per la salvaguardia delle specie
Il Kolmården coopera e collabora concedendo mezzi finanziari a associazioni internazionali come EAZA( European Association of Zoos and Aquaria), che attualmente gestisce 400 progetti di conservazione per le specie in via d'estinzione in tutto il mondo.
Oltre al contributo monetario, il Kolmården si occupa soprattutto della cura di animali feriti o malati, della protezione di riserve naturali da bracconieri e della promozione dell'equilibrio tra l'uomo, gli animali e la natura.
Tramite lo zoo vi è inoltre l'opportunità di “adottare” un animale a distanza tramite lo zoo, versando un contributo mensile alle associazioni di salvaguardia delle specie.
La ricerca viene considerata come parte integrante per la conservazione delle specie animali, proprio per questo il Kolmården ogni giorno conduce varie ricerche non solo sugli animali all'interno dello zoo, ma anche di quelli allo stato selvatico. Infatti uno degli obiettivi principali dello zoo è stato di cercare di riprodurre in maniera più fedele possibile ogni singolo habitat, favorendo così uno dei prerequisiti fondamentali per la conduzione di una ricerca fruttuosa. Le ricerche più importanti svolte dallo zoo sono quelle sui delfini come il progetto SAMBAH e il progetto ELVIS.

## Animali
Quello che segue è un elenco dei principali animali presenti al Kolmården:
- Lince europea (Lynx lynx)
- Lupo grigio (Canis lupus)
- Cinghiali (Sus scrofa)
- Cervo milu (Elaphurus davidianus)
- Boa di Dumeril (Acrantophis dumerili)
- Testuggini palustri europee (Emys orbicularis)
- Serpente reale (Lampropeltis getula)
- Boa constrictor
- Serpe del grano (Pantherophis guttatus)
- Ghiottone (Gulo gulo)
- Takin (Budorcas taxicolor)
- Capre Pygora
- Moroseta
- Mucca
- Pecora
- Maiale
- Capra nubiana
- Panda minore (Ailurus fulgens)
- Leopardo (Panthera uncia)
- Capibara (Hydrochoerus hydrochaeris)
- Tapiro del Sudamerica (Tapirus terrestris)
- marà (Dolichotis)
- Rheidi (Rheidae)
- Vigogna (Vicugna vicugna)
- Speoto (Speothos venaticus)
- Gufo reale (Bubo bubo)
- Poiana di Harris (Parabuteo unicinctus)
- Falco di laggar (Falco jugger)
- Ara militare (Ara militaris)
- Bucorvo di Leadbeater (Bucorvus leadbeateri)
- Cuon (Cuon alpinus)
- Tigre siberiana (Panthera tigris altaica)
- Tursiope (Tursiops truncatus)
- Foca grigia (Halichoerus grypus)
- Foca comune (Phoca vitulina)
- Otaria orsina (Arctocephalus pusillus)
- Stambecco delle Alpi (Capra ibex)
- Cervo pomellato (Axis axis)
- Antilope cervicapra (Antilope cervicapra)
- Daino (Dama dama)
- Orso bruno (Ursus arctos)
- Antilope alcina (Taurotragus oryx)
- Gazzella orice (Gemsbock)
- Giraffa (Giraffa camelopardalis)
- Zebra di Grévy (Equus grevyi)
- Cervo nobile (Cervus elaphus)
- Lichi (Kobus leche)
- Leone (Panthera leo)
- Gnu striato (Connochaetes taurinus)
- Struzzo
- Bisonte europeo (Bison bonasus)
- Alce (Alces alces)
- Uistitì pigmeo (Cebuella pygmaea)
- Gibbone dalle mani bianche (Hylobates lar)
- Gorilla di pianura occidentale (Gorilla gorilla gorilla)
- Scimpanzé comune (Pan troglodytes)
- Antilope dalle corna a vite (Addax nasomaculatus)
- Bontebok (Damaliscus pygargus)
- Antilope alcina (Taurotragus oryx)
- Antilope nera (Hippotragus niger)
- Gnu striato (Connochaetes taurinus)
- Rinoceronte bianco (Ceratotherium simum)
- Elefante asiatico (Elephas maximus)
- Suricato (Suricata suricatta)
- Cammello (Camelus bactrianus)
- Asino selvatico (Equus hemionus)
- Yak (Bos mutus och Bos grunniens)